# Echetos
Echetos (altgriechisch Ἔχετος Échetos) ist eine Figur der griechischen Mythologie, die erstmals in der homerischen Odyssee genannt wird. Echetos ist ein grausamer und gewalttätiger König.

## Überlieferung
In der Odyssee wird Echetos dreimal mit dem Epitheton „Schrecken aller Sterblichen“ (βροτῶν δηλήμονα πάντων) erwähnt. Der Freier Antinoos droht dem Bettler Iros damit, ihn „aufs Festland“ beziehungsweise „nach Epeiros“ (ἤπειρόνδε) zu schicken, wenn er sich nicht auf den zugesagten Zweikampf mit dem als Bettler verkleideten Odysseus einlässt. Nachdem Iros zu Boden gegangen und vor die Tür gesetzt worden ist, kündigen die Freier an, ihn tatsächlich bald zu Echetos zu schicken. Als der verkleidete Odysseus sich später am Bogenwettkampf der Freier beteiligen will, droht Antinoos ihm dasselbe an, wenn er den Bogen spanne.
Bei der ersten Drohung schildert Antinoos, was den Menschen bevorsteht, die Echetos in die Hände fallen:

„Dieser wird dir Nase und Ohren abschneiden mit erbarmungsloser Klinge,

Und wird dir die Geschlechtsteile herausreißen und den Hunden roh zum Fraß vorwerfen.“

Der Geograph Mnaseas (um 200 v. Chr.) sah in Echetos einen König der Sikeler.